# Raczek (jezioro w województwie wielkopolskim)
Raczek – jezioro w woj. wielkopolskim, w powiecie czarnkowsko-trzcianeckim, w gminie Krzyż Wielkopolski, leżące na terenie Pojezierza Wałeckiego.

## Dane morfometryczne
Powierzchnia zwierciadła wody według różnych źródeł wynosi od 18,50 ha (lustra wody) przez 19,7 ha do 21,0 ha (ogólna).
Zwierciadło wody położone jest na wysokości 48,2 m n.p.m. lub 48,4 m n.p.m. Średnia głębokość jeziora wynosi 1,9 m, natomiast głębokość maksymalna 3,1 m.

## Hydronimia
Według danych z państwowego rejestru nazw geograficznych urzędowa nazwa tego jeziora to Raczek.
Według spisu opracowanego przez Komisję Nazw Miejscowości i Obiektów Fizjograficznych (KNMiOF) nazwa tego jeziora to Duży Radzyń. W różnych publikacjach i na mapach topograficznych jezioro to występuje pod nazwą Duży Radzyń.
Dane z państwowego rejestru nazw geograficznych podają oboczną nazwę tego jeziora: Duży Radzyń.